# Traute Sense
Traute Sense, auch Traude Sense, (* 3. Dezember 1920 in Goldenstein, Tschechoslowakei; † 30. März 1997 in Potsdam) war eine deutsche Schauspielerin.

## Leben
Sense, Tochter eines Schauspielerehepaares, stand bereits als Kind auf der Theaterbühne. Von 1935 bis 1938 spielte sie als Elevin bei verschiedenen Wanderbühnen. Es folgten Engagements an verschiedenen Provinzbühnen. Von 1943 bis 1947 gehörte Sense zum Ensemble des Theaters Zwickau. Weitere Bühnenverpflichtungen hatte sie am Theater Greiz, am Theater Wismar, am Volkstheater Rostock und am Hans Otto Theater in Potsdam. Ab 1960 arbeitete sie als freischaffende Schauspielerin.
Ab den 1950er Jahren wirkte Sense in zahlreichen Film- und Fernsehproduktionen bei der DEFA und dem Deutschen Fernsehfunk mit. Häufig wurde sie dabei als prägnante Nebendarstellerin in kurzen Episoden und Szenen eingesetzt.
Eine erste wichtige Hauptrolle hatte sie unter der Regie von Kurt Maetzig als Gräfin von Holzendorf in dem zweiteiligen Fernsehfilm Schlösser und Katen (1956/1957). 1961 spielte sie die Rolle der Frau Meyer in dem Stacheltier-Film Dem Leben verloren!; weitere Stacheltier-Filme folgten. Als Bertha Krupp war sie in dem Fernsehmehrteiler Krause und Krupp (1968/1969) zu sehen. In den 1970er und 1980er Jahren konnte sie als Hertha Baumann in der populären Maxe Baumann-Lustspielserie große Erfolge erzielen; ihr Partner dabei war Gerd E. Schäfer.
Außerdem spielte sie in mehreren Episoden der Krimiserie Polizeiruf 110 mit. Auch in den Serien Der Staatsanwalt hat das Wort und Spuk unterm Riesenrad übernahm sie Gastrollen.
Sense war mit dem Schauspieler, Regisseur und Autor Werner Röwekamp (1928–1982) verheiratet. Sense wurde auf dem Ortsfriedhof in Kleinmachnow bei Berlin beigesetzt.

## Filmografie (Auswahl)
- 1957: Schlösser und Katen
- 1957: Gejagt bis zum Morgen
- 1959: Bevor der Blitz einschlägt
- 1961: Das Stacheltier: Dem Leben verloren!
- 1961: Das Stacheltier: Alte Platte
- 1962: Das Stacheltier: Strafsache Egbert Nachbar
- 1962: Wenn Du zu mir hältst
- 1962: Die schwarze Galeere
- 1966: Pitaval des Kaiserreiches: Der Prozeß gegen die Gräfin Kwilecki (Fernsehreihe)
- 1966: Irrlicht und Feuer (Fernsehfilm, Zweiteiler)
- 1967: Die Fahne von Kriwoi Rog
- 1967: Ein Lord am Alexanderplatz
- 1967: Er ging allein (TV-Zweiteiler)
- 1969: Krupp und Krause (Fernsehserie)
- 1970: Effi Briest (Fernsehfilm)
- 1971: KLK an PTX – Die Rote Kapelle
- 1971: Der Staatsanwalt hat das Wort: Anatomie eines Unfalls (TV-Reihe)
- 1973: Eva und Adam (TV-Vierteiler)
- 1974: Wolz – Leben und Verklärung eines deutschen Anarchisten
- 1975: Polizeiruf 110: Zwischen den Gleisen (TV-Reihe)
- 1976: Nelken in Aspik
- 1976: Maxe Baumann: Ferien ohne Ende (TV-Reihe)
- 1977: Maxe Baumann: Max auf Reisen (Fernsehfilm)
- 1977: Maxe Baumann: Keine Ferien für Max (TV-Reihe)
- 1977: Zur See (TV-Reihe)
- 1979: Maxe Baumann: Überraschung für Max (TV-Reihe)
- 1977: El Cantor (TV)
- 1978: Maxe Baumann: Max auf Reisen (TV-Reihe)
- 1978: Polizeiruf 110: In Maske und Kostüm (TV-Reihe)
- 1979: Spuk unterm Riesenrad, Folge 2
- 1980: Maxe Baumann: Max in Moritzhagen (TV-Reihe)
- 1980: Der Staatsanwalt hat das Wort: Schwarze Kunst (TV-Reihe)
- 1981: Maxe Baumann: Maxe in Blau (TV-Reihe)
- 1982: Maxe Baumann: Max bleibt am Ball (TV-Reihe)
- 1982: Die Beunruhigung
- 1983: Frühlingssinfonie
- 1984: Erscheinen Pflicht
- 1987: Einzug ins Paradies (Fernsehserie)
- 1987: Zahn um Zahn Staffel 3: Heimlichkeiten
- 1988: Polizeiruf 110: Still wie die Nacht (TV-Reihe)
- 1990: Albert Einstein (TV-Zweiteiler)